# Centre international des technologies de l'environnement de Tunis
Le Centre international des technologies de l'environnement de Tunis ou CITET est un établissement public tunisien à caractère non administratif, placé sous la tutelle du ministère de l'Environnement. Il est créé par la loi no 96-25 du 25 mars 1996.

## Mission
Le Centre international des technologies de l'environnement de Tunis est créé en réponse aux recommandations internationales issues de la conférence des Nations unies sur l'environnement et le développement organisée à Rio de Janeiro en 1992. Il a pour mission de promouvoir les écotechnologies (acquisition, production et développement des nouvelles techniques), renforcer les capacités nationales et développer les connaissances scientifiques et techniques environnementales appropriées aux besoins nationaux et régionaux spécifiques.

## Projets
Parmi les projets du centre figurent :
- le projet AQUACYCLE dont l'objectif est d'assurer un traitement et une réutilisation durables des eaux usées dans la région méditerranéenne[2],[3] ;
- le projet Stand Up! dont l'objectif est le passage à un modèle circulaire écologiquement et socialement responsable dans le secteur textile[4] ;
- le projet CLIMA dont l'objectif est de réduire les déchets à travers des actions innovantes de nettoyage en Méditerranée[5],[6].